# Isaac Johnson
Isaac Johnson, född 1 november 1803 nära St. Francisville i Västra Florida (i nuvarande Louisiana), död 15 mars 1853 i New Orleans i Louisiana, var en amerikansk demokratisk politiker. Han var Louisianas guvernör 1846–1850.
Johnson föddes samma år som största delen av det som skulle bli Orleansterritoriet och senare delstaten Louisiana såldes av Frankrike till USA i samband med Louisianaköpet. Området där Johnson föddes ingick i Västra Florida i Spanska Louisiana även efter Louisianaköpet och införlivades först år 1810 i Orleansterritoriet efter den kortlivade Republiken Västra Florida.
Johnson växte upp i området dit West Feliciana Parish grundades år 1824. Han studerade juridik i St. Francisville och gifte sig med Charlotte McDermott. Paret fick tre barn. År 1839 fick Johnson en domarbefattning. Därefter var det meningen att han skulle tillträda som delstatens statssekreterare men Johnson tackade nej till utnämningen. Orsaken var gula febern som härjade i New Orleans och Johnson ville inte flytta till delstatens dåvarande huvudstad. Som guvernör fick Johnson dock några år senare flytta till New Orleans. Under hans ämbetsperiod beslutades det sedan om att flytta delstatens huvudstad till Baton Rouge. Johnson efterträdde 1846 Alexandre Mouton som guvernör och efterträddes 1850 av Joseph Marshall Walker. Tre år senare avled Johnson i en hjärtinfarkt på ett hotellrum i New Orleans.